# Apomorfina
La apomorfina es un derivado sintético de la morfina, muy utilizado en experimentación como prototipo de agonista dopaminérgico; carece de acción analgésica, pero tiene intensa actividad como emético ya que estimula la zona quimiorreceptora del área postrema (zona gatillo). Se emplea también en la enfermedad de Parkinson.

## Antecedentes
Se la ha utilizado en Europa durante años y en fecha reciente en Estados Unidos la FDA aprobó su uso como “terapia de último recurso” en el tratamiento intermitente inmediato de episodios de “apagado” (etapas en que no se tienen efectos beneficiosos de los medicamentos), en pacientes con una respuesta fluctuante a la administración de dopaminérgicos..

## Modo de acción
Tiene gran afinidad por los receptores dopaminérgicos D4; afinidad moderada por D2, D3, D5 y los receptores adrenérgicos α1D, α2B y α2C, y poca afinidad por los receptores D1. Como tiene alta afinidad por los autorreceptores presinápticos, inicialmente puede producir sedación, y luego ejerce la acción terapéutica sobre el temblor y la rigidez. El mecanismo preciso de acción de la apomorfina como tratamiento para la enfermedad de Parkinson es desconocida, aunque se cree que es debido a la estimulación de los receptores post-sinápticos de tipo D2 de la dopamina en el cerebro. La apomorfina se ha demostrado que mejora la función motora en un modelo animal de enfermedad de Parkinson. En particular, la apomorfina atenúa los déficit motores inducidos por lesiones en la vía ascendente dopaminérgica nigroestriada con la neurotoxina 1-metil-4-fenil-1 ,2,3,6-tetrahidropiridina en primates.

## Efectos adversos
La apomorfina produce abundantes reacciones adversas en forma de reacciones vegetativas: náuseas y vómitos, hipotensión ortostática, palidez, sudoración, mareo, lagrimeo, salivación, sed y bradicardia. Varios de estos síntomas son controlables con domperidona. La sedación es bastante limitante, pero puede ser útil para controlar las discinesias de la terapia con levodopa.
La apomorfina produce otros efectos depresores centrales antagonizables con naloxona. 

## Vía de administración
Hay que administrarla por vía parenteral, generalmente subcutánea, y aparece tolerancia con cierta rapidez. A la larga puede producir nefrotoxicidad. Su derivado N-propilnorapomorfina es más potente, pero también provoca tolerancia. La dosis habitual es de 0.15 mg/kg vía subcutánea. Se produce fácilmente tolerancia a la acción emetizante.

## Precauciones
La administración de apomorfina se emprende en un entorno en que el individuo pueda ser vigilado de manera cuidadosa, y se comienza con dosis de prueba de 2 mg. Si se tolera, el facultativo puede ajustar poco a poco hasta llegar a una dosis máxima de 6 mg. Para el control eficaz de los síntomas, los enfermos necesitan a veces tres inyecciones o más al día.